# Демохришћански покрет (Црна Гора)
Демохришћански покрет (ДП) је црногорска хришћанско-демократска, умјерено десничарска и проевропска политичка партија коју је основао Дејан Вукшић 22. септембра 2022. године. Тренутни лидер ДП је Дејан Вукшић, адвокат и бивши директор Агенције за националну безбедност .

## Историја
Странку су основали универзитетски професор и бивши премијер Здравко Кривокапић и бивши шеф Агенције за националну безбедност Дејан Вукшић. 22. септембра 2022. године у Подгорици. Како је навео Кривокапић, циљ странке је стварање система вредности „у коме ће се етика заснивати на традиционалним вредностима”. Говорећи о визуелном симболу странке, Кривокапић је рекао да се на врху значке налази Богородичин цвет, а најбоља одбрана државе је „ако је чува Богородица”.
Најављено је да ће Дејан Вукшић постати председник покрета. Вукшић је рекао да је циљ покрета „хришћанско помирење Срба и Црногораца”. Он је рекао и да ће промена изборног закона бити један од приоритета новог покрета и да ће се борити против „партократије” и „партијског запошљавања”. Знало се да су неки од одборника и чланова месних огранака Европе сад прелазили у Кривокапићев покрет.
Кривокапић је убрзо након оснивања ДП-а, бивши премијер и ko-оснивач странке, саопштио лидеру Вукшићу да је одлучио да се повуче из политичког и јавног живота.
Дана 30. јануара 2023. године, лидер странке Дејан Вукшић најавио је кандидатуру за председничке изборе у марту 2023. године, уз подршку Демократске српске странке и припадајућих одборника у локалним парламентима у Никшићу, Беранама, Херцег Новом, Котору и Мојковцу, изабраним на листама Мир је наша нација (МјНН) и Европа сад на општинским изборима 2021. и 2022. године.